# Салаев, Субхи Гашум оглы
Субхи Гашум оглы Салаев (азерб. Sübhi Haşum oğlu Salayev; 1927—1990) — советский и азербайджанский геолог, доктор геолого-минералогических наук, профессор, действительный член АН АзССР (1989; член-корреспондент с 1983). Заслуженный деятель науки Азербайджанской ССР. Лауреат Государственной премии Азербайджанской ССР (1988).

## Биография
Родился 19 августа 1927 года в Баку, Азербайджанской ССР.
С 1944 по 1949 год обучался на геологоразведочном факультете Азербайджанского индустриального института. 
С 1949 по 1950 год на геологоразведочной работе в Производственном объединении «Азнефть». С 1950 по 1954 год на научной работе в Азербайджанском научном нефтяном геологоразведочном институте в качестве руководителя полевой партии, старшим научным сотрудником и заместителем директора этого НИИ по науке.
С 1954 по 1990 год на научно-исследовательской работе в Институте геологии АН АзССР в качестве старшего и ведущего научного сотрудника, с 1962 года организатор и первый руководитель научно-исследовательской лаборатории геологии газа, с 1967 года — руководитель научно-исследовательской лаборатории геологии нефти, являлся организатором научно-исследовательских работ по вопросам нефти и газа в этом НИИ

### Научно-педагогическая деятельность и вклад в науку
Основная научно-педагогическая деятельность С. Г. Салаева была связана с вопросами в области геологии, проблем поиска и разработки промышленных нефтегазовых скоплений и разработки масштабированных карт. С 1966 года С. Г. Салаев являлся — членом Научного совета АН СССР по проблемам геологии, геохимии нефти и газа, экспертом Организации Объединённых Наций (англ. United Nations) по нефтяной геологии и членом Международного исполнительного комитета  по сотрудничеству между странами Азии и Африки по развитию и использованию науки и техники. С. Г. Салаев также являлся — членом редакционной коллегии научных журналов «Известия АН АзССР» и «Природа Азербайджана».  
В 1952 году защитил кандидатскую диссертацию по теме: «Исследование характеристик излучения рубинового ОКГ при прохождении через резонансную среду», в 1961 году защитил докторскую диссертацию на соискание учёной степени доктор геолого-минералогических наук по теме его монографии: «Олигоценмиоценовые отложения Юго-Восточного Кавказа и их нефтегазоносность». В 1966 году ему присвоено учёное звание профессор. В 1983 году был избран член-корреспондентом, а в 1989 году — действительным членом АН АзССР. С. Г. Салаевом было написано более четырёхсот научных работ, в том числе пятнадцати монографий и пяти учебников, в том числе:  «Научная оценка перспектив нефтегазоносности Азербайджана и Южного Каспия и направление поисково-разведочных работ», «Научная оценка перспектив нефтегазоносности Азербайджана и Южного Каспия и направление поисково-разведочных работ», «Месторождения нефти и газа и перспективные структуры Азербайджанской ССР» и «Зоны нефтегазонакопления в кайнозойских отложениях Азербайджана». В 1966 и в 1971 году две его научно-популярные книги были удостоены дипломов Всесоюзного конкурса.
В 1988 году за изготовление карты месторождений нефти и газа и перспективных структур Азербайджанской ССР в масштабе 1:500000, С. Г. Салаев в составе авторов был удостоен Государственной премии Азербайджанской ССР.
Скончался 9 июня 1990 года в Баку.

## Основные труды
- Роль тектонических разрывов в формировании нефтегазовых залежей Кобыстана  / С.Г. Салаев, Н.С. Кастрюлин ; АН АзССР, Ин-т геологии им. акад. И.М. Губкина. - Баку : Элм, 1977. - 130 с.
- Научная оценка перспектив нефтегазоносности Азербайджана и Южного Каспия и направление поиско-разведочных работ / А. А. Али-Заде, С. Г. Салаев, А. И. Алиев. - Баку : Элм, 1985. - 250 с.
- Глубинное строение и нефтегазоносность Южно-Каспийской мегавпадины / Ф. М. Багир-заде, К. М. Керимов, С. Г. Салаев. - Баку : Азернешр, 1987. - 301 с.   ISBN 5-552-00077-3
- Нефтеносные пески и горючие сланцы Азербайджана / [Салаев С. Г., Кравчинский З. Я., Селимханов А. И. и др.; Ред. Ш. Ф. Мехтиев]; АН АзССР, Ин-т геологии им. И. М. Губкина. - Баку : Элм, 1990. - 210 с.
- Трудности и романтика поисков нефти / С. Г. Салаев; АН АзССР, Ин-т геологии им. И. М. Губкина. - Баку : Элм, 1990. - 93 с[3]

## Награды и звания
- Орден Дружбы народов
- Орден «Знак Почёта»
- Государственная премия Азербайджанской ССР (1988)
- Заслуженный деятель науки Азербайджанской ССР
- Две Почётные грамоты Верховного Совета АзССР[1][2]